# Jordan Bridges

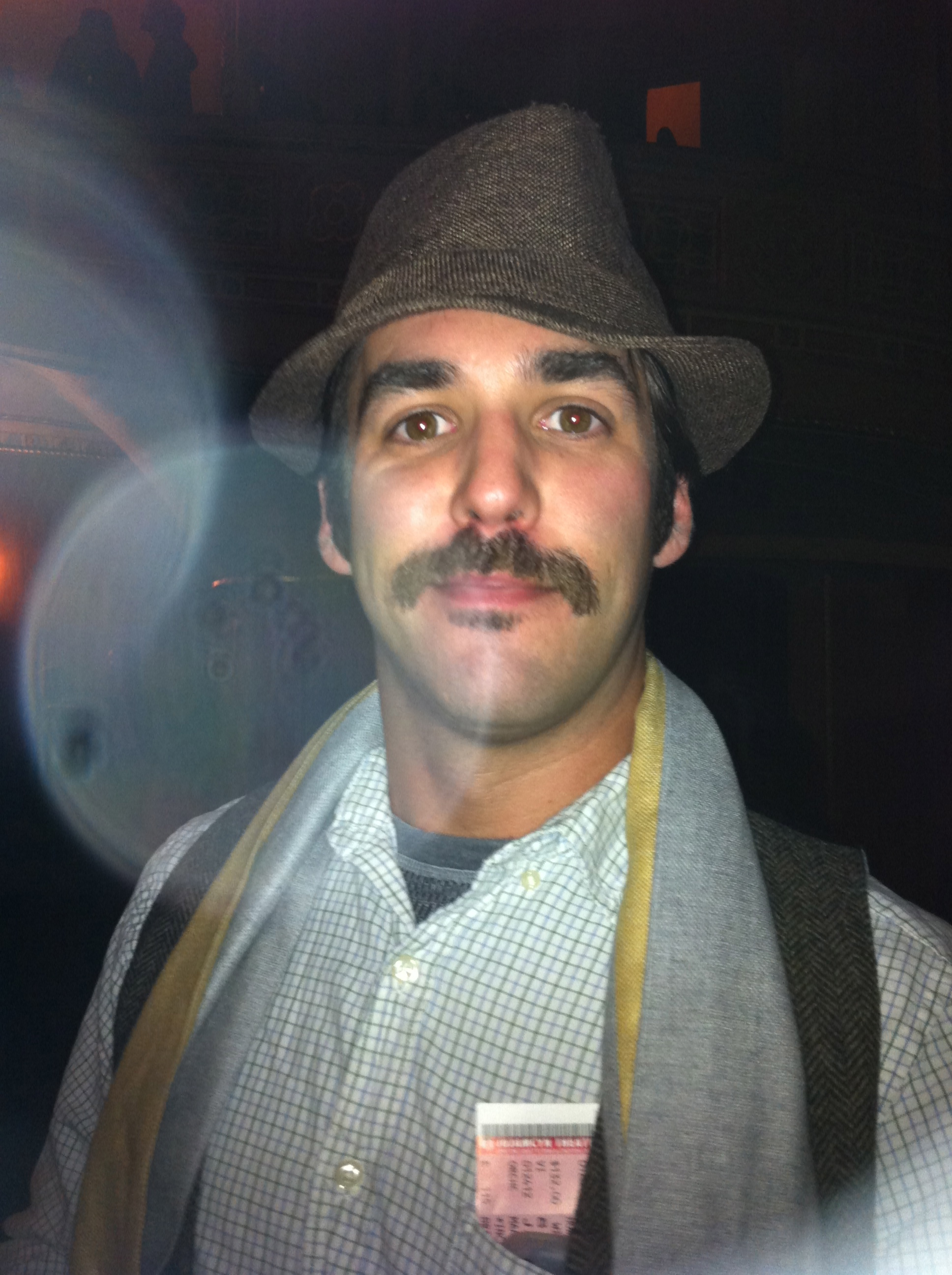
Jordan Bridges

Jordan P. Bridges (Los Angeles County, 13 november 1973) is een Amerikaans acteur.
Bridges is het meest bekend van zijn rol als Frankie Rizzoli jr. in de televisieserie Rizzoli & Isles waar hij in 105 afleveringen speelde.

## Familie
Bridges werd geboren in Los Angeles County als zoon van Beau Bridges, in een gezin van vijf kinderen. Hij is een kleinzoon van Dorothy en Lloyd en neef van Jeff.

## Biografie
Bridges doorliep de high school aan de Oakwood School in San Fernando Valley waar hij zijn interesse begon te tonen in acteren. Hierna ging hij theaterwetenschap en literatuur studeren aan de Bard College in Dutchess County. Hij heeft ook voor een jaar gestudeerd aan de London Academy of Music and Dramatic Art in Londen

## Huwelijk
Bridges is vanaf 2002 getrouwd, en heeft hieruit twee kinderen.

## Filmografie

### Films
Uitgezonderd korte films.
- 2019 - True Love Blooms - als Chace Devine
- 2018 - Den of Thieves - als Lobbin' Bob
- 2017 - Christmas at Holly Lodge - als Evan Hunter
- 2013 - Rushlights – als Earl
- 2013 - Phantom – als sonar bediende
- 2012 - Five Hours South – als Mino
- 2011 - Holiday Engagement – als David
- 2011 - J. Edgar – als advocaat
- 2010 - Assisting Venus – als Lawrence
- 2009 - A Good Funeral – als Marty
- 2009 - Love Finds a Home – als Lee Owens
- 2009 - Love Takes Wing – als Lee Owens
- 2008 - Turn the River – als Brad
- 2005 - Family Plan – als Buck
- 2004 - Samantha: An American Girl Holiday – als oom Gard
- 2003 - Mona Lisa Smile – als Spencer Jones
- 2002 - New Suit – als Kevin Taylor
- 2001 - Happy Campers – als Adam
- 2000 - Frequency – als Graham Gibson
- 1999 - Drive Me Crazy – als Eddie Lampell
- 1999 - P.T. Barnum – als jonge P.T. Barnum
- 1999 - Macbeth in Manhattan – als Michael / Malcolm
- 1997 - The Second Civil War – als hulp van Farley
- 1996 - A Stranger to Love – als Paul
- 1994 - Secret Sins of the Father – als tiener

### Televisieseries
Uitgezonderd eenmalige gastrollen.
- 2024 Palm Royale - als Perry Donahue - 6 afl.
- 2022 The Old Man - als Zachary - 2 afl.
- 2017-2018 - Gone - als Neil Pruitt - 5 afl.
- 2010-2016 - Rizzoli & Isles – als Frankie Rizzoli jr. – 105 afl.
- 2015 - Show Me a Hero - als verslaggever van de Times - 4 afl.
- 2007 - Bionic Woman – als Tom Hastings – 3 afl.
- 2006 - Conviction – als Nick Potter – 13 afl.
- 2001-2002 - Dawson's Creek – als Oliver Chirchick – 7 afl.
- 2001 - Charmed – als Shane – 2 afl.

- Bibliothèque nationale de France: cb14159077p (data)
- Gemeinsame Normdatei: 1023979950
- International Standard Name Identifier: 0000 0000 4907 1820
- Library of Congress Control Number: no2005064024
- Système universitaire de documentation: 241779049
- Virtual International Authority File: 41574696
- WorldCat: E39PBJdGJdhghbkcxkRCR6CbBP